# La Grajuela (San Javier)
La Grajuela és una pedania al nord del terme municipal de San Javier, a la regió de Múrcia. És prop de El Mirador, San Javier i Los Saéz (San Pedro del Pinatar). La seva població està dedicada completament a l'agricultura i la ramaderia. Està formada per diversos paratges, per exemple: Los Gallos, Los Pérez, Los Jiménez, etc.